# Vladislav Kreminskyi
Vladislav Kreminskyi, né le 2 mars 1995 à Vinnytsia, est un coureur cycliste ukrainien. Durant sa carrière, il participe à des compétitions sur route et sur piste.

## Palmarès sur piste

### Championnats du monde
- Cali 2014
  - 14e de l'omnium
- Saint-Quentin-en-Yvelines 2015
  - 11e de l'américaine
- Londres 2016
  - 14e de la poursuite par équipes

### Championnats d'Europe
- Anadia 2013
  -  Médaillé d'argent de l'américaine juniors

### Championnats nationaux
- 2013
  - 3e du championnat d'Ukraine de l'omnium
- 2014
  -  Champion d'Ukraine de poursuite par équipes[n 1]
- 2015
  -  Champion d'Ukraine de l'omnium
  -  Champion d'Ukraine de poursuite par équipes[n 2]
  -  Champion d'Ukraine du scratch
- 2016
  -  Champion d'Ukraine de l'omnium
  - 2e du championnat d'Ukraine du kilomètre
- 2017
  - 3e du championnat d'Ukraine de poursuite par équipes
  - 3e du championnat d'Ukraine de vitesse par équipes